# Kelet-karibi dollár
A kelet-karibi dollár a Kelet-karibi Államok Szervezete (OECS) kilenc tagállamából nyolcnak a hivatalos pénzneme. 1965-ben vezették be a brit karib-területeki dollár helyett, jelölésére általában a dollárjelet használják önmagában vagy a többi dollártól megkülönböztető EC$ formában. Váltópénze a cent, 1 dollár = 100 cent. Árfolyamát 1976 óta az amerikai dollárhoz kötik (1 amerikai dollár = 2,7 kelet-karibi dollár). A kelet-karibi dollár jellegzetessége, hogy valamennyi korábbi és jelenleg forgalomban lévő érméjén és bankjegyén II. Erzsébet brit királynő portréja szerepel fő motívumként.

## Története
Nagy-Britannia a kelet-karibi gyarmatain a 20. század első felében különböző brit kereskedelmi bankok bankjegyei, vagy Barbadoson, Guyanában, Trinidad és Tobagón a helyi gyarmati kormányzóságok papírpénzei voltak használatban. 1950-ben Nagy-Britannia létrehozta a British Caribbean Territories Eastern Group Currency Board-ot, mely 1, 2, 5, 10, 20 és 100 brit karib-területeki dolláros címleteket bocsátott ki, előbb VI. György király, majd az uralkodóváltást követően már II. Erzsébet portréjával. A kelet-karibi dollárt az addigra felbomló Nyugat-indiai Szövetség által kibocsátott brit karib-területeki dollár helyében vezették 1965-ben 1:1 arányban. 1965 és 1983 között a Kelet-karibi Valutahatóság (East Caribbean Currency Authority) hozta forgalomba a pénzt. Ennek helyébe – egy 1983. július 5-én, Port of Spain-ben kelt egyezmény keretében létrehozott – Kelet-karibi Központi Bank (Eastern Caribbean Central Bank) lépett, székhelye Basseterre (Saint Kitts és Nevis). Az első bankjegyeket 1965-ben, az első érméket 1981-ben hozták forgalomba.

## Érmék
1981-ig a brit karib-területeki dollár fémpénzeit használták, ekkor vezették be az új érméket 1, 2, 5, 10 és 25 cent, illetve 1 dollár névértékben. Az eleinte alumíniumból készülő kerek egydolláros érmét 1989-től tízszögletű kupronikkel érmével váltották fel.

### 2002-es sorozat
| Érték    | Tulajdonság | Tulajdonság | Tulajdonság | Leírás          | Leírás                     | Leírás                                          | dátumok    | dátumok     |
| Érték    | Átmérő      | tömeg       | összetétel  | Szegély         | Előlap                     | Hátlap                                          | kibocsátás | visszavonás |
| -------- | ----------- | ----------- | ----------- | --------------- | -------------------------- | ----------------------------------------------- | ---------- | ----------- |
| 1 cent   | 18,42 mm    | 1,03 g      | Alumínium   | sima            | II. Erzsébet brit királynő | Érték, évszám, "Eastern Caribbean States"       | 2002       | forgalomban |
| 2 cent   | 21,46 mm    | 1,42 g      | Alumínium   | sima            | II. Erzsébet brit királynő | Érték, évszám, "Eastern Caribbean States"       | 2002       | forgalomban |
| 5 cent   | 23,11 mm    | 1,74 g      | Alumínium   | sima            | II. Erzsébet brit királynő | Érték, évszám, "Eastern Caribbean States"       | 2002       | forgalomban |
| 10 cent  | 18,06 mm    | 2,59 g      | Kupronikkel | bordás          | II. Erzsébet brit királynő | Érték, évszám, "Eastern Caribbean States", hajó | 2002       | forgalomban |
| 25 cent  | 23,98 mm    | 6,48 g      | Kupronikkel | bordás          | II. Erzsébet brit királynő | Érték, évszám, "Eastern Caribbean States", hajó | 2002       | forgalomban |
| 1 dollár | 26,5 mm     | 7,98 g      | Kupronikkel | redős és bordás | II. Erzsébet brit királynő | Érték, évszám, "Eastern Caribbean States", hajó | 2002       | forgalomban |

## Bankjegyek
A Kelet-karibi Valutahatóság 1965-ben 1, 5, 20 és 100 dollár címletű bankjegyeket hozott forgalomba. A Kelet-karibi Központi Bank első kibocsátása (1985) már a tízdolláros címletet is tartalmazta. 1989-ben az egydolláros bankjegyet érmére cserélték, 1993-ban az ötvendolláros címlettel egészült ki a címletsorozat.

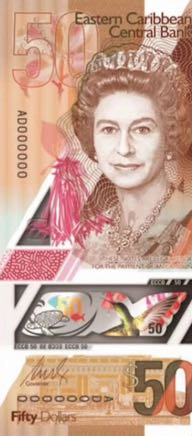
Kelet-karibi 50 dolláros bankjegy II. Erzsébet királynő portréjával a 2019-es polimer sorozatból.